# Jean-Baptiste Rives
Jean-Baptiste Rives (Bordeaux, 1793-Mexico, 18 août 1833) est un aventurier français à l'origine d'une tentative de colonisation française des îles Sandwich.

## Biographie
Sa vie reste mystérieuse. Il serait arrivé à Hawaï en 1804 ou 1805 comme mousse sur un navire américain. Par des connaissances médicales, il parvient à gagner la confiance du roi Kamehameha et en récompense, reçoit des terres de celui-ci. 
Pour le compte du roi, il aurait aussi fait deux voyages en Chine pour y chercher des drogues médicales. À la mort de Kamehameha, il devient secrétaire et conseiller de son fils Liholiho. 
En août 1819, lorsque l'Uranie de Louis Claude de Saulces de Freycinet arrive à Kealakekua, elle découvre un petit homme habillé à l'européenne aux côtés du roi. Il est d'abord pris pour un indigène vêtu d'un costume européen avant que l'on découvre qu'il s'agit bien d'un français. Rives parle alors très mal sa langue originale, à un aspect rebutant et Freycinet remarque qu'il n'a aucune éducation. 
Pourtant Rives se rend rapidement très utile comme interprète et est de toutes les rencontres. Il y gagne une importante autorité et, en septembre 1823, accompagne le roi et la reine d’Hawaï en Angleterre. Malheureusement, quelques mois après leur arrivée, Liholiho meurt à Londres et Rives se retrouve alors sans ressources. 
Il échoue dans sa tentative de convaincre des hommes d'affaires britanniques et finit en 1824 par passer en France où il intéresse à ses projets des banquiers et des missionnaires, notamment le supérieur des Missions étrangères de Paris, Charles-François Langlois, qui se voit contraint de refuser sa demande d'envoi de missionnaires, par manque de vocations. L'offre, retransmise au Papa Grégoire XVI est néanmoins saisie par l'abbé Marie-Joseph Coudrin, fondateur de la congrégation des Sacrés-Cœurs de Jésus et de Marie, congrégation catholique célèbre pour son travail missionnaire à Hawaï et en Polynésie française. Son Mémoire sur les îles Sandwich, la Californie et la côte nord-ouest de l'Amérique attire l'attention de banquiers parisiens à qui il fait miroiter les bénéfices de l'implantation d'un établissement commercial, agricole et religieux à Hawaï. 
Auguste Duhaut-Cilly sur le Héros et Philippe de Morineau sur la Comète sont alors envoyés en 1826 vers Hawaï. Rives embarque ainsi le 26 avril comme subrécargue sur le Héros et a pour mission de faciliter à Hawaï l'installation des colons et des missionnaires. Mais, sachant qu'en réalité il a perdu tout crédit dans l'archipel, il déserte durant l'escale de Monterey en Californie (août 1827). Il y vend aussi pour lui-même une partie des marchandises et disparaît. 
Réfugié à Mexico, il y meurt dans la misère le 18 août 1833.